# محمدرضا منصوری
محمدرضا منصوری (متولد ۱۳۵۰ در ساوه) چهره سیاسی اصلاح طلب و نماینده مردم ساوه و زرندیه، در دهمین دوره مجلس شورای اسلامی است.

## نماینده ساوه در مجلس دهم
محمدرضا منصوری در دهمین دوره انتخابات مجلس شورای اسلامی، در لیست ائتلاف فراگیر اصلاح طلبان: گام دوم در ساوه حضور داشت و توانست در مرحله دوم انتخابات با کسب ۳۶٬۲۶۴ رأی از مجموع ۶۸٬۲۲۶ رأی مأخوذه صحیح، در رتبهٔ اول ساوه و زرندیه، وارد مجلس دهم شود و شهلا میرگلوبیات، نماینده وقت ساوه و نامزد اصولگرایان را شکست دهد.

## سوابق
- رئیس خانه صنعت و معدن شهرستان ساوه و زرندیه
- رئیس انجمن لوله و پروفیل استان مرکزی
- برگزیده برتر دومین جشنواره ملی مخترعین و مبتکرین کشور
- مدرس دانشگاه در رشته برق و الکترونیک دانشکده علوم و فنون هوایی
- مدرس دانشگاه‌های ساوه در رشته‌های برق و الکترونیک، صنایع و اقتصاد
- مدیر پشتیبانی فنی در هوا فضا
- مدیریت کارخانجات فولاد کاوه و کیش چیپس (مزمز)، پارس فنر، فنرسازی خاور، لوله‌های دقیق کاوه
- مدیر عامل صنایع قطعه سازان ساوه و رئیس هیئت مدیره پرسی گاز
- وی به همراه حامد کرمانیون و سید احمد شفیعی مدیران پروژه‌های نصب و راه اندازی شرکت‌های امکو و کابل کاویان و کرمان و مشاور شرکت کاوه کشاورز و آذربان را بر عهده داشتند.
- نماینده قانونی در مراجع حل اختلاف اداره کار
- عضو هیئت مدیره کانون مجمع صنفی اداره کار امور اجتماعی استان مرکزی
- مدیریت فنی در تولید اولین موشک ایرانی
- رئیس هیئت مدیره کانون انجمن‌های صنفی و صنعتی استان مرکزی
- عضو ارشد سازمان نظام مهندسی
- عضو شورای اسلامی شهر ساوه تا خرداد ۱۳۹۴[۳]